# ابوعثمان سعید مغربی
ابوعثمان المغربی از عارفان نامی ناحیه قیروان مغرب (تونس کنونی) بوده که در سال ۳۶۷ هجری قمری به شهر نیشابور آمد. وی وابسته به مکتب جنید بغدادی بود و در زندگی خود با عناوین شیخ حرم و طاووس حرم خوانده می‌شد. وی در برخی منابع عرفانی با نام شیخ ابوعمران مغربی معرفی شده‌است.

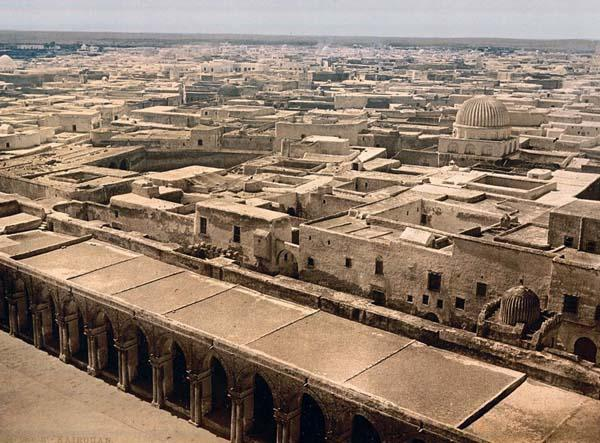
نمایی از شهر القیروان؛ تونس، زادگاه سعید بن سلام.

## زندگی
شیخ ابوعمران مغربی کنیه دوم وی ابوعثمان و نام وی سعید بن سلام از عارفان بزرگ، متوفی به سال ۳۷۳ هـ. ق در نیشابور است که در شهر گرگنت سیسیل ایتالیا متولد شد و پس از سال‌ها زندگی در مکه و بغداد، ساکن نیشابور شد.
ابوعثمان مغربی از اصحاب ابوعلی کاتب و خلیفه او بود.

## تصوف
وی در ابتدای حال بیست سال به مجاهدت و ریاضت پرداخت و سال‌ها در مکه مقیم و سپس به نیشابور رفت. وی از مریدان شیخ ابوعلی کاتب (متوفی ۳۵۳ قمری) و خلیفه و جانشین وی بوده‌است. شاه نعمت‌الله ولی در ذکر نام اقطاب پیش از خود، از وی به نام یکی از پیران طریقت نام می‌برد:
| شیخ ما کامل و مکمل بود       |  | قطب وقت و امام عادل بود    |
| گاه ارشاد چون سخن گفتی       |  | درّ توحید را نگو سفتی       |
| یافعی بود نام عبدالله        |  | رهبر رهروان آن درگاه       |
| ...                          |  | ...                        |
| باز ابوالفضل بود بغدادی      |  | افضل فاضلان به استادی      |
| شیخ او احمد غزالی بود        |  | مظهر کامل جمالی بود        |
| خرقه‌اش پاره بود و او بکر است |  | زانکه نساج آن ابی‌بکر است   |
| پیر نساج شیخ ابوالقاسم       |  | مرشد عصر و ذاکر دایم       |
| باز شیخ بزرگ ابوعثمان        |  | که نظیرش نبود در عرفان     |
| مظهر لطف حضرت واهب           |  | بندگی ابوعلی کاتب          |
| ...                          |  | ...                        |
| شیخ او خال او سری سقطی       |  | محرم حال او سری سقطی       |
| باز شیخ سری بود معروف        |  | چون سری سرّ او به او مکشوف  |
| او ز موسی جواز احسان یافت    |  | کفر بگذاشت نقد ایمان یافت  |
| یافت خدمت امام مجال          |  | بود بواب درگهش ده سال      |
| شیخ معروف را نکو می‌دان       |  | شیخ داود طائیش می‌خوان      |
| شیخ او هم حبیب محبوب است     |  | عجمی طالب است و مطلوب است  |
| پیر بصری ابوالحسن باشد       |  | شیخ شیخان انجمن باشد       |
| یافت او صحبت علی ولی         |  | گشت منظور بندگی علی        |
| خرقه او هم از رسول خداست     |  | این چنین خرقه‌ای لطیف کراست |

این طریقت از زمان شاه نعمت‌الله ولی به نام سلسله نعمت‌اللهی نامیده می‌شود. براین اساس دراویش سلسله نعمت‌اللهی نسبت خرقه وی را چنین می‌دانند: علی ابن ابیطالب>>حسن بصری>>حبیب عجمی>>داود طائی>>معروف کرخی>>سری سقطی>>جنید بغدادی>>ابوعلی رودباری>>ابوعلی کاتب>>ابوعثمان مغربی
دراویش گنابادی، وی را چهارمین قطب بعد از غیبت کبرای امام دوازدهم می‌دانند.

## سخنانی منقول از وی
- از او دربارهٔ صحبت پرسیدند، فرمود: نیکویی صحبت آن بود که روا داری بر برادر مسلمان آنچه بر خود روا می‌داری و در آنچه او را بود طمع نکنی و جفای او را قبول کنی و انصاف او بدهی و از او انصاف طلب نکنی و تابع او باشی و او را تابع خود نداری و هرچه از او به تو رسد بزرگ و بسیار شماری و هرچه از تو بدو رسد حقیر و ناچیز انگاری. هر که صحبت توانگران بر صحبت درویشان برگزیند، خداوند وی را به مرگ دل مبتلا کند.[۱۲]
- مَثَل مرید در پاک کردن دل چنان است که کسی فرماید که این درخت را بَر کَن، هر چند اندیشه و جَهد کند که بَر کند نتواند، گوید صبر کنم تا قوّت یابم آنگاه برکنم. هرچند دیرتر رها کند درخت قویتر گردد و او ضعیفتر و برکندن دشوارتر گردد.
- تصوف قطع علایق است و رفض خلایق و اتصال حقایق.[۱۳]
- تصوفق قطع علایق است و رفض خلایق و اتصال حقایق.[۱۴]

## در نگاه دیگران
در تذکرة الاولیا عطار نیشابوری در ذکر شمارهٔ ۹۲ دربارهٔ بوعثمان مغربی آمده‌است:

«آن ادب خوردهٔ عنایت، آن بیننده انوار طرایق، آن داننده اسرار حقایق، آن بحقیقت وارثِ نبی، عثمان مغربی، رحمه الله علیه. از اکابر ارباب ریاضت، و در مقام ذکر و فکر آیتی بود؛ و در انواع علم خطره داشت، و در تصوف صاحب تصنیف بود؛ و بسی مشایخ کبار را دیده بود، و با نَهر جوری و ابوالحسن الصایغ صحبت داشته، و امام بود در حرم مدتی؛ و در علّو حال کس مثل او نشان نداد، و در صحتِ حکم فراست و قوتِ هیبت و سیاست بی‌نظیر بود؛ و صد و سی سال عمر یافت… نقل است که: به وقت وفات سماع خواست. وصیت کرد که بر جنازه من امام ابوبکر فورک نماز کند. این بگفت و وفات کرد. علیه الرحمه».

## آرامگاه شیخ ابوعمران مغربی
بنای تاریخی آرامگاه سعید بن سلام مغربی در منطقهٔ ده شیخ در حومهٔ شهر نیشابور واقع شده و گمان بر این است که نام این منطقه −که سابقاً یک روستا در این محل واقع بوده‌است− از شهرت سعید بن سلام مغربی برگرفته شده‌است. موقعیت این بنا در نیشابور (شهر کهن) در محدوده شرق شهر در میدان زیاد بوده‌است. این آرامگاه در سال ۱۳۵۵ شمسی بازسازی شد ولی از تاریخ ساخت بنای اوّلیه یا بنای فعلی، اطّلاع دقیقی در دست نیست. پیش از بازسازی، برخی این بنا را به اشتباه مزار سردار معروف آرامگاه ابومسلم یا مقبرهٔ طفلان مسلم قلمداد می‌کردند که پس از بازسازی و کاوش، این نظر مردود تلقّی شد. بنا بر شواهد تاریخی و کتیبه‌ها این آرامگاه و قبر اصلی آن مربوط به سعید بن سلام مغربی است.
در جوار این آرامگاه، ابوعثمان حیری (رازی) و حاج محمود گنجی نیشابوری حکمت علی (از مشایخ سلسله نعمت‌اللهی سلطان علیشاهی گنابادی) نیز مدفون هستند. آرامگاه ابوعثمان مغربی قبرستان عمومی می‌باشد.

## مشخصات آرامگاه شیخ ابوعمران مغربی
این آرامگاه شامل چهار حجره در چهار جهت، نمای گنبدخانه چلیپایی شکل و اتاق‌های مجاور مربع شکل است. در حال حاضر این مکان زیارتگاه و محل برگزاری مجالس دراویش سلسله نعمت‌اللهی سلطان علیشاهی گنابادی (مجالس صبح جمعه) در شهر نیشابور است.
در مورد قدمت بنای فعلی اختلاف نظر است. با توجه به سازه‌های دوران تیموری و نمونه‌های مشابه آن در ایران می‌توان بنای آن را به دوران تیموری نسبت داد که بعدها به کاشی‌کاری هفت رنگ مزین شده‌است و با توجّه به نوع رنگ کاشی‌کاری داخلی آن به اواخر قاجاریه و اوایل پهلوی برمی‌گردد؛ و کاشی کاری‌های بیرونی نیز مربوط به دوره پهلوی دوم است.
داخل بنا با گچ‌کاری ساده‌ای پوشیده شده‌است و کف آن هم با قالی‌هایی اهدایی صوفیان مفروش شده‌است.

## بازسازی و تجدید بنا
چنان‌که در کاشی کاری موجود در بنا اشاره شده‌است  این بنا در سال ۱۳۵۵ شمسی به امر مرحوم حاج سلطانحسین تابنده رضاعلیشاه، قطب وقت سلسله نعمت‌اللهی سلطانعلیشاهی گنابادی (دراویش گنابادی) مرمت گردید. مرمت و تجدید بنای مزار، به هزینهٔ آقایان حاج عبدالله مظلوم، غلامحسین بدیعی، جلال‌الدین داودی و به سعی حاج حسن کارگر در ماه محرم ۱۳۹۷ قمری برابر دی ماه ۱۳۵۵ شمسی انجام پذیرفته‌است.